# Пьерантоцци, Сандра
Са́ндра Сума́нг Пьеранто́цци (англ. Sandra Sumang Pierantozzi; р. 9 августа 1953 в Короре) — палауский политик, вице-президент страны в 2001—2005 гг.
Первая в истории Палау женщина — сенатор, министр финансов, министр здравоохранения, вице-президент и министр по государственным делам.

## Биография
Сандра Пьерантоцци родилась на Палау в 1953 году. Окончила Университет штата Калифорния в Сан-Диего по специальности «педагогическое лидерство». Также имеет степень бакалавра в области бизнес-образования Гавайского университета, а также степень ассоциата Юнион-колледжа в штате Небраска, США.
На протяжении многих лет занимает активную общественную политическую и общественную позиции. Занимала ряд высоких постов, в том числе, была главой Палаты предпринимателей и Комитета по государственным землям. В 1996 году была избрана в Сенат Палау. В 2001 году стала вице-президентом при президенте Томасе Ременгесау. Параллельно с этим занимала должность министра здравоохранения. В 2009—2010 гг. — министр по государственным делам.
Позже входила в попечительский совет Тихоокеанского банка развития, затем — в организацию по сбережению Микронезии; основала Общество по сбережению Палау.